# Attribut (Auszeichnungssprache)
Ein Attribut ist ein Sprachelement in Auszeichnungssprachen (SGML, XML, XHTML, HTML). Attribute beschreiben zusätzliche Eigenschaften eines Elements.

## Beschreibung
Attribute sind Eigenschaften, die einem Element zugeordnet werden. Die Attribute werden nach dem Element-Bezeichner innerhalb des Start-Tags oder Leer-Tags angegeben.
```
<Elementname
 
Attributname=
"Attributwert"
/>

```

Ein Attribut besteht aus einer Zuweisung Attributname="Attributwert" (Eigenschaftsname=Eigenschaftswert). Der Attributwert wird in doppelte "..." oder einfache '...' Anführungszeichen gesetzt.
```
<img
 
src=
"bild.jpg"
/>

```

Mehrere Attribute werden getrennt mit Separatorzeichen (Leerzeichen, Tabulatorzeichen, Zeilenumbrüche) aufgelistet:
```
<img
 
src=
"bild.jpg"
 
title=
"Abbildung"
/>

```

## Attributname
Ein Attributname muss den geltenden Regeln für einen Namen der jeweiligen Auszeichnungssprache folgen.

### XML-Name
Die Syntax wird in Regel [5] der XML-Norm beschrieben.
Das erste Zeichen, das Start-Zeichen, muss eines der folgende Zeichen sein:
```
":" | [A-Z] | "_" | [a-z] | [#x00C0-#x00D6] | [#x00D8-#x00F6] | [#x00F8-#x02FF] | [#x0370-#x037D] | [#x037F-#x1FFF] | [#x200C-#x200D] | [#x2070-#x218F] | [#x2C00-#x2FEF] | [#x3001-#xD7FF] | [#xF900-#xFDCF] | [#xFDF0-#xFFFD] | [#x10000-#xEFFFF]

```

Alle weiteren Zeichen müssen ein Start-Zeichen oder eines der folgende Zeichen sein:
```
"-" | "." | [0-9] | #x00B7 | [#x0300-#x036F] | [#x203F-#x2040]

```

### SGML-Name
Die Syntax wird in Regel [55] der SGML-Norm beschrieben.
Das erste Zeichen muss eines der folgende Zeichen sein:
```
[a-z] | [A-Z]

```

Alle weiteren Zeichen müssen eines der folgende Zeichen sein:
```
[a-z] | [A-Z] | [0-9] | "-"

```

## Attributwert
Wenn ein Attributwert in doppelten Anführungszeichen "..." angegeben ist, sind im Attributwert alle Zeichen außer < und " zulässig.
Wenn ein Attributwert in einfachen Anführungszeichen '...' angegeben ist, sind im Attributwert alle Zeichen außer < und ' zulässig.
Daneben gibt es beispielsweise in HTML eine weitere Form; die Booleschen Attribute.
Hier gibt es folgende Möglichkeiten:
- Keine Wertzuweisung, nur der Name des Attributs
- Der Name des Attributs wird als Wert zugewiesen.

Das bedeutet jeweils „true“, während „false“ ausschließlich durch das vollständige Weglassen des Attributnamens bewirkt werden kann.
```
<
video
 
controls
>

```

## Besonderheiten
In XML, XHTML und HTML (Version 5) müssen die Paare, bestehend aus Zuweisungen von Attributname und Attributwert, stets vollständig angegeben werden. Die Attributwerte müssen stets in Anführungszeichen gesetzt werden.
In SGML und HTML (Version 1 bis 4) ist die vollständige Angabe ebenfalls stets zulässig. Allerdings sind hier, abhängig von der DTD, auch Vereinfachungen möglich.